# 1 Police Plaza
Lo 1 Police Plaza è la sede del New York City Police Department (NYPD), il corpo di polizia della città di New York. È situata nel quartiere Civic Center di Lower Manhattan.
One Police Plaza ha una pianta rettangolare e un'elevazione a piramide rovesciata . Si tratta di un edificio brutalista di 13 livelli, orientato orizzontalmente, progettato da Gruzen and Partners .
L'edificio fu inaugurato il 16 ottobre 1973. 
Un progetto di espansione di 22.000 piedi quadrati (2.000 m 2 ) fu completato nel 2011. I residenti di Lower Manhattan tennero una manifestazione il 27 agosto 2008 vicino a One Police Plaza per protestare contro l'aggiunta, e gli inquilini di tre cooperative vicine intentarono una causa per costringere la polizia di New York a sottoporsi a revisioni ambientali e di uso del suolo.
Al suo interno si trova l'ufficio del commissario di polizia. Dal Police Plaza vengono coordinate quasi tutte le "maxi-operazioni" di polizia.